# Forum 21
Forum 21 ist eine Fachzeitschrift für Jugendpolitik. Sie erscheint dreisprachig mit englischen, französischen und deutschen Beiträgen.
Die Herausgeber sind IJAB – Fachstelle für Internationale Jugendarbeit der Bundesrepublik Deutschland e. V. mit Sitz in Bonn, The National Youth Agency (NYA) mit Sitz in Leicester und l’Institut National de la Jeunesse et de l’Éducation Populaire (INJEP) mit Sitz in Marly-le-Roi.
Die Publikation, die im Übrigen unregelmäßig erscheint, wird von den Europäischen Gemeinschaften, dem Europarat sowie den britischen, deutschen und französischen Fachministerien gefördert.
Dabei beschränkt sich die Zeitschrift inhaltlich nicht auf die Jugendpolitik der beteiligten Länder, sondern versteht sich als europaweit berichtendes Organ der Jugendpolitik.